# Шекоян, Серика Яковлевна
Серика Яковлевна Шекоян (имя при рождении Шекоян Серик Акоповна; 27 октября 1924 — 13 июня 2015, Тбилиси, Грузия) — советская и грузинская актриса, артистка Тбилисского государственного армянского драматического театра им. П. Адамяна (с 1946 года), заслуженная артистка Армянской ССР (1962), Народная артистка Грузинской ССР (1982).

## Биография
В 1946 г. окончила государственный институт им. А.С. Пушкина.
С 1946 г. выступала на сцене Тбилисского государственного армянского драматического театра.
Супруг — актёр, народный артист Грузинской ССР Артём Лусинян.

## Театральные роли
- Э. де Филиппо «Брак по-итальянски» — Филумена
- М. Мревлишвили «Мученичество Шушаник» — Царица Шушаник
- Н. Гоголь «Ревизор» — Анна Андреевна
- А. Цагарели «Старые водевили» — Сона
- А. Калантарян «Продаже не подлежит» — Ева
- А. Цагарели «Скандал на Авлабаре» — Ханума
- А. Баяндурян «Осенний закат» — Бавакан
- Эсхил «Орестея» — Клитемнестра
- Д. Демерчян «Храбрый Назар» — Устиан
- А. Паронян «Восточный дантист» — Марта
- А. Володин «Мать Иисуса» — Мать

## Награды и звания
- Заслуженная артистка Грузинской ССР (1960)[1].
- Заслуженная артистка Армянской ССР (1962).
- Народная артистка Грузинской ССР (1982).
- Награждена орденом Чести (1998).